# Kirsten van de Ven
Kirsten Johanna Maria van de Ven, född 11 maj 1985 i Heesch, är en nederländsk tidigare fotbollsspelare (mittfältare).
Hon spelade 87 landskamper för Nederländernas damlandslag mellan 2004 och 2015. Hon deltog i två EM-slutspel (2009 och 2013) och gjorde två mål när Nederländarna 2015 för första gången deltog i ett VM-slutspel. Hon har spelat för Tyresö FF och FC Rosengård i Damallsvenskan och för Willem II Tilburg och FC Twente i sitt hemland. 2016 avslutade hon spelarkarriären.
Sedan 2024 är hon sportchef för de svenska elitklubbarnas intresseorganisation Elitfotboll Dam.